# Heim (toponyme)
Pour les articles homonymes, voir Heim.
Le mot allemand Heim (prononcé /haɪ̯m/), correspondant au “home” anglais, est un équivalent du mot français « maison » au sens de « foyer ». C'est aussi un appellatif toponymique (suffixé) utilisé dans de nombreux noms de localités d'Allemagne, d'Autriche, et en France, d'Alsace et de Lorraine thioise, comme dans Altheim et Bergheim.

## Phonétique
Le h graphique initial est une consonne prononcée [h] et le graphe ei représente la diphtongue [aʲ] (éventuellement [eʲ] dans certains dialectes).
En revanche, l'allemand standard n'admet pas d'exception : le h graphique y est toujours articulé : DeidesHeim.[pas clair]

## Signification
Le s précédent heim indique l'appartenance dans les types toponymiques germaniques les plus récents[pas clair], comme le ’s en anglais (génitif saxon) : « maison de … »
Par exemple, dans le cas de Fegersheim (Bas-Rhin), le nom se décompose en Feger|s|heim, interprété par étymologie populaire comme « maison du balayeur », mais Feger est peut-être à l'origine un nom de personne : Fagher), comme dans Andol|s|heim (Ansulfisheim en 768), « maison d'Ansulf », Mol|s|heim, « maison de *Mol ». 
Dans le cas d'Ohnenheim, l'étymologie populaire interprète ce nom comme ohne Heim (« sans foyer »), mais Ohnen- représente peut-être en réalité l'anthroponyme germanique Ono, malgré l'absence du -s- génitif. 

## Toponymes apparentés
Cette structure (anthroponyme suivi de -heim) se trouve aussi en néerlandais et en flamand (-hem), en anglais (-ham). 
On la trouve aussi en France dans des régions de langue d'oïl qui ont été marquées par des influences germaniques, notamment en Normandie (-ham : Calvados : Ouistreham, Étréham, etc.) / -hem / -an / -ain (Calvados : Surrain, Surreheim en 1225). 
On trouve aussi ces termes devenus des noms autonomes, parfois précédés de l'article défini masculin : Le Ham (Manche, Calvados, Mayenne), Le Hamel (Normandie, Picardie) (d'où vient le français « hameau »), parfois sans article : Ham (Picardie, Belgique, Lorraine).

## Le toponyme-heimen France

-heim en France (bleu).

### En Alsace
Bien que le [h] soit prononcé traditionnellement dans les toponymes alsaciens, il a tendance à s'amuïr dans la bouche des locuteurs francophones, aussi bien dans Hœnheim que dans Lingolsheim. Les Alsaciens francophones ne prononcent le [h] dans heim que lorsque celui-ci n'est pas précédé d'un [s].
En alsacien, le heim suivant un s est simplifié en -he : « Molsheim » devient Molshe. Là encore, le h ne se prononce pas [h], mais est devenu muet [ɸ].

### En Lorraine
En Lorraine mosellane, huit localités sont concernées : Fleisheim, Hilbesheim, Lengelsheim, Lixheim, Mittersheim, Vescheim, Vieux-Lixheim et Weidesheim. 
Mais certaines localités anciennement en -heim sont aujourd'hui francisées ou ont pris une forme différente au fil du temps (-om, -em). On peut citer, : Many (anciennement Niderheim), Manom (Monheim), Cattenom (Kettenheim), Bréhain-la-Ville (Breheim), Achain (Escheim), Dalhain et Dalem (Dalheim), Fixem (Fuxheim / Fixheim), Bibiche (Binerssheim), etc.
Sur le plan dialectal, en francique lorrain, -heim adopte différentes formes selon les localités. 
Dans la zone du francique rhénan, on trouve la forme -um : Lixhum pour Lixheim, Hilshum pour Hilbesheim et Weschum pour Vescheim. 
Dans cette même zone linguistique[pas clair], si heim est juste après un [s], parfois il disparaît (comme en alémanique d'Alsace) : Mittesch pour Mittersheim et Lengelse pour Lengelsheim.
Dans la zone du francique mosellan et du luxembourgeois, -heim devient -em.